# Петровский, Сергей Александрович
Сергей Александрович Петровский (1846—1917) — русский журналист, публицист; редактор газеты «Московские ведомости» в 1888—1896 годах.

## Биография
Родился в 1846 году в семье заседателя уездного суда.
Окончил Второй Московский кадетский корпус (1863) и Александровское военное училище (1864). Прослужив год подпоручиком в 62-м пехотном Суздальском полку, вышел в отставку в 1865 году. В 1870 году окончил юридический факультет Московского университета, где был учеником И. Д. Беляева.
Служил столоначальником архива Министерства юстиции, занимался приготовлением к печати по поручению Академии наук протоколов правительствующего сената за 1711 и 1712 гг.
В 1873—1878 годах читал в университете лекции по истории русского законодательства. В 1875 году защитил магистерскую диссертацию «О Сенате в царствование Петра Великого», отмеченную Уваровской премией. 
Выступил последователем славянофильских идей Беляева, что привлекло к нему внимание М. Н. Каткова, который в 1877 году пригласил его в «Московские ведомости». Уже с 1882 года он стал вторым редактором, а после смерти Каткова, с 1887 года — редактором, с 1888 — редактором-издателем. В бумагах Победоносцева сохранилась резолюция Александра III на докладе о Петровском (октябрь 1887): «Осторожнее передать ему на год „Московские Ведомости“, а потом увидим. Я слышал о нём не особенно благоприятные отзывы».
Петровский привлёк в штат редакции новых сотрудников — В. А. Грингмута, Ю. Н. Говоруху-Отрока, Л. А. Тихомирова, смог увеличить тираж, но значение газеты как органа консерваторов при нём упало. В воспоминаниях В. Гиляровского упоминается «Петровский, очень друживший с супругами Витте и, кажется, больше интересовавшийся биржей, падением и повышением бумаг, чем газетой и политикой». Петровским был издан сборник «Финляндская окраина России» (Москва : Унив. тип., 1891—1897).
В 1896 году был заменён на посту редактора Грингмутом. Был членом администрации Московского вагоностроительного завода, чиновником особых поручений при Министерстве народного просвещения.
Был участником Второго Всероссийского съезда русских людей. На Съезде Кружка дворян 22 апреля 1906 года им был сделан доклад «Основы русского устроения» (Москва: печ. А. И. Снегиревой, 1906).
Последние годы жизни провёл в Быкове. Умер 23 июня (6 июля) 1917 года. Похоронен на кладбище Скорбященского монастыря в Москве.

## Семья
Был дважды женат.
Первая жена — Софья Ивановна (урожд. Вишнякова) Их сын Алексей — переводчик, друг Андрея Белого
Вторая жена — Ольга Ивановна (урождённая Новикова), корреспондентка И. Е. Репина.